# Alexej Jurjevič Smirnov
Alexej Jurjevič Smirnov (rusky Алексей Юрьевич Смирнов; * 16. října 1951) je ruský fyzik specializující se na výzkum neutrin a spoluobjevitel Michejevova-Smirnovova-Wolfensteinova efektu.

## Kariéra
V roce 1974 dokončil studium na fakultě fyziky Lomonosovovy univerzity. V roce 1977 začal pracovat v Ústavu pro jaderný výzkum Akademie věd SSSR, kde v roce 1979 obdržel titul kandidáta věd. Roku 1989 se potom stal doktorem matematických a fyzikálních věd. V letech 1982 – 1990 vyučoval na Lomonosovově univerzitě.
V roce 1992 se připojil k mezinárodnímu centru pro teoretickou fyziku v Terstu jako externí spolupracovník, nadále pokračoval rovněž v práci na Ústavu pro jaderný výzkum, kde se mezitím stal vedoucím pracovníkem. Od roku 2015 pracuje v Institutu Maxe Plancka pro jadernou fyziku v Heidelbergu.

## Výzkum a úspěchy
Smirnov se ve svém fýzkumu věnuje především neutronové fyzice a astrofyzice. V letech 1984 – 1985 společně se Stanislavem Michejevem nazávali na dřívější práci Lincolna Wolfensteina a odkryli efekty oscilace neutrin v hmotě  a adiabatické konverze v nerovnoměrném prostředí , později byly tato práce známa jako Michejevův-Smirnovův-Wolfensteinův efekt. Na základě tohoto efektu bylo navrženo řešení problému slunečních neutrin. Efekt byl rovněž aplikován na neutrina ze supernov a další zdroje neutrin detekovatelné na Zemi.
V následujících letech vyvinul Smirnov s kolegy řadu aspektů teorie a fenomenologie oscilace neutrin v různých prostředích. A k roku 2016 pracuje na důsledcích plynoucích z neutrinové fyzice pro základní fyziku, jako je kvark-leptonová komplementarita, sjednocení. Aa rovněž se zabývá budoucímí výzvami neutrinové fyziky.
V roce 2006 získal za svou práci Pontecorvovu cenu. Byl rovněž jmenován zahraničním členem Humboldtova ústavu, kde strávil půl roku. Smirnov a Michejev obdrželi v roce 2008 Sakuraiovu cenu.
Smirnov dále působí jako editor časopisů Journal of High Energy Physics a Journal of Cosmology and Astroparticle Physics a spolupracovník Physical Review Letters. Stal se hostujícím profesorem ve Vídni a v Texasu v Austinu.